# سهیلی (قشم)
سهیلی، روستایی در دهستان سلخ بخش حرا شهرستان قشم در استان هرمزگان ایران است.

## جاذبه‌های گردشگری
- جنگل حرا

جنگل حرا یکی از منابع طبیعی و گردشگری جزیره قشم و همچنین روستای سهیلی به حساب می‌آید که در خود انبوهی از درختان و پرندگان زیادی جای داده‌است و مردم روستا در آنجا مشغول صیادی و اشتغال زایی هستند و همواره یکی پربازدیدترین منطقه جزیره قشم به‌شمار می‌آید.
- بام سهیلی (کوه سموران)

بام سهیلی یا همان کوه سموران یکی دیگر از مناطق جذاب و گردشگری جزیره قشم و روستای سهیلی به‌شمار آید که امکان دیدن دریا را از هردو سوی جنوبی و شمالی جزیره را به شما می‌دهد. همچنین جزیره هنگام از بالای کوه قابل مشاهده می‌باشد. در بالای آن معمولاً بادهای خنکی می‌وزد که از سمت دریا می‌آیند و دمای آن را ۲ الی ۳ درجه خنک تر می‌کند.

## جمعیت
بر پایه سرشماری عمومی نفوس و مسکن در سال ۱۳۹۵، جمعیت این روستا برابر با ۱٬۸۹۹ نفر (۴۴۰ خانوار) بوده‌است.